# Șevcenka, Uleanovka
Șevcenka (în ucraineană Шевченка) este un sat în comuna Danîlova Balka din raionul Uleanovka, regiunea Kirovohrad, Ucraina.

## Demografie
Componența lingvistică a localității Șevcenka
     Ucraineană (92,77%)
     Română (2,56%)
     Rusă (1,28%)
Conform recensământului din 2001, majoritatea populației localității Șevcenka era vorbitoare de ucraineană (92,77%), existând în minoritate și vorbitori de română (2,56%), armeană (2,13%), rusă (1,28%) și găgăuză (1,28%).